# Bosnische inwisselbare mark
De Bosnische inwisselbare (converteerbare) mark (Kroatisch en Bosnisch en Servisch: konvertibilna marka; cyrillisch: конвертибилна марка) is de munteenheid van Bosnië en Herzegovina. Eén mark is honderd feninga.
Er zijn munten van 5, 10, 20 en 50 feninga en 1, 2 en 5 marken en bankbiljetten van 1, 5, 10, 20, 50, 100 en 200 marken. De biljetten van 50 feninga en van 1 en 5 marka zijn afgeschaft.
Voor de bankbiljetten zijn twee verschillende ontwerpen in omloop. De twee deelgebieden, de Federatie van Bosnië en Herzegovina en de Servische Republiek, hebben elk hun eigen bankbiljetten met uitzondering van het biljet van 200 KM. Dit biljet is in het hele land hetzelfde. De twee soorten biljetten zijn in waarde gelijk en inwisselbaar.
De munteenheid is ontstaan bij het Dayton akkoord van 1995. De munt werd toen 1:1 gekoppeld aan de Duitse mark. Toen de euro in 2002 werd ingevoerd, werd de munt gekoppeld aan de euro.
Mark is een leenwoord uit het Duits (Duitse mark) en fening is ontleend aan het Duitse pfennig.
De euro wordt regelmatig gebruikt in Bosnië. Vooral in toeristische gebieden zie je de prijzen in euro en in de Bosnische marken staan. Voor 2023 kon je in sommige streken met Kroatische kuna betalen. Gebruik van de kuna werd echter niet toegestaan.